# Ecchi
Ecchi (エッチ, etchi) és un terme japonès utilitzat per descriure contingut lleugerament eròtic en el context de l'anime i el manga. Tot i que no es tracta de pornografia, aquest tipus de contingut inclou escenes suggestives, com situacions compromeses, plans de càmera insinuants i un to humorístic o romàntic relacionat amb la sexualitat.

## Característiques
L'ecchi no arriba a ser considerat material per a adults, ja que no conté escenes sexuals explícites. Alguns dels elements comuns en aquest gènere inclouen:
Personatges en situacions compromeses o embarassants.
Fanservice, que es manifesta en roba suggeridora o situacions picants.
Moments de tensió sexual en clau d'humor.
Trames on la sexualitat juga un paper en el desenvolupament de la història.

## Origen i etimologia
El terme "ecchi" prové de la pronunciació japonesa de la lletra "H", inicial de "hentai" (変態), que en japonès significa "pervers" o "anormal". No obstant això, mentre que "hentai" es refereix a contingut pornogràfic, "ecchi" es fa servir per descriure un nivell molt més lleu de suggestió eròtica.

## Subgèneres relacionats
L'ecchi es combina sovint amb altres gèneres d'anime i manga, com ara:
Harem: On un protagonista està envoltat per diverses noies interessades en ell.
Comèdia romàntica: On els elements ecchi s'incorporen en històries amoroses amb un to humorístic.
Fantasia i acció: Algunes sèries d'acció inclouen elements ecchi per afegir fanservice.

## Exemples de sèries ecchi
Algunes sèries conegudes que inclouen elements ecchi són:
To Love-Ru
High School DxD
Sekirei
Heaven's Lost Property

## Recepció i controvèrsia
L'ecchi ha estat objecte de debat, especialment fora del Japó, on algunes de les seves representacions poden ser considerades inapropiades per a certs públics. No obstant això, dins del Japó, és una categoria àmpliament acceptada dins de la indústria de l'anime i el manga.